# アンバー・ハード
アンバー・ハード（Amber Heard, 本名：Amber Laura Heard, 1986年4月22日 - ）は、アメリカ合衆国の女優。

## 来歴

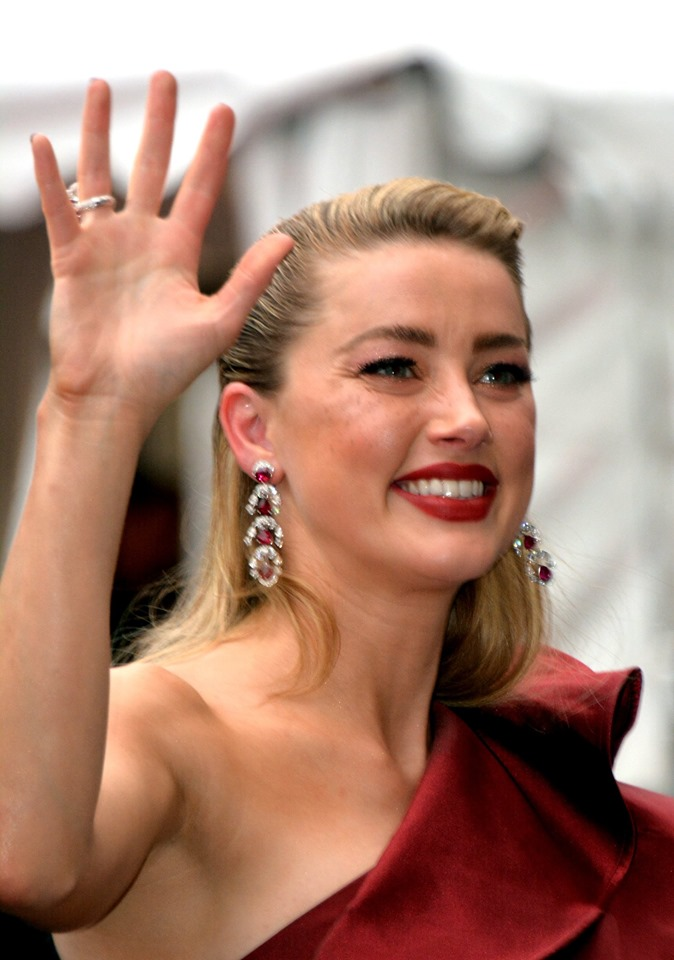
2019年 カンヌ国際映画祭に登場したアンバー

テキサス州オースティン生まれ。17歳で高校を退学した後、ニューヨークでモデルとして活動するが挫折し、ロサンゼルスで女優を目指した。テレビドラマの端役を経て、『プライド 栄光への絆』でスクリーンデビュー。ホラー映画『マンディ・レイン 血まみれ金髪女子高生』で主演を務め、2005年の『スタンドアップ』ではシャーリーズ・セロン扮する主人公の若い頃を演じた。『アルファ・ドッグ 破滅へのカウントダウン』、『スモーキング・ハイ』などに出演して徐々に米国内での注目度が増し、ジョン・カーペンター監督の約10年ぶりの劇場作品『ザ・ウォード/監禁病棟』で主演、ニコラス・ケイジ主演作『ドライブ・アングリー3D』でヒロイン役を務めた。
後述のジョニー・デップとの裁判後はスペインに移住。

## 私生活

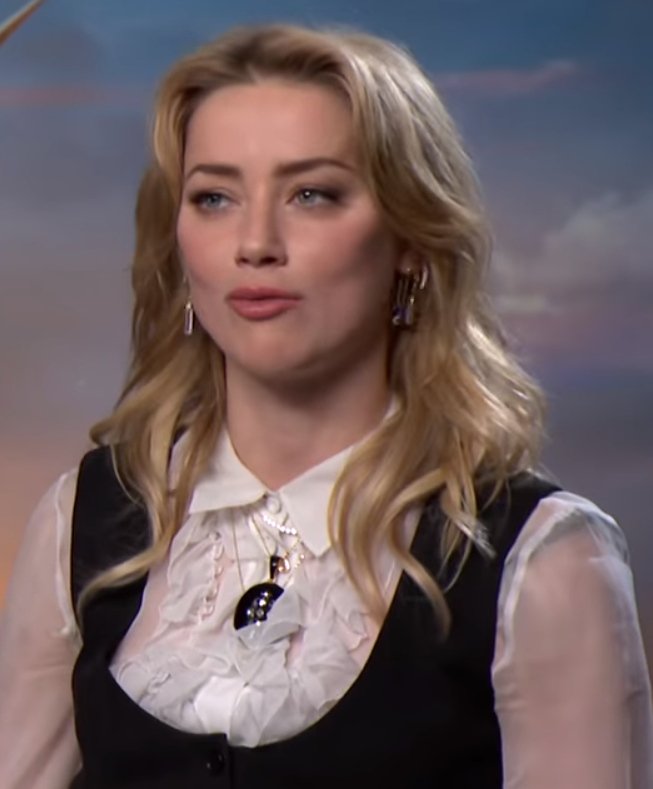
2018年

### ジョニー・デップとの結婚離婚、泥沼裁判
2012年には、『ラム・ダイアリー』で共演したジョニー・デップとの交際を始めた。
2014年1月、アメリカの複数のマスメディアにジョニー・デップと婚約したと報道され、2015年2月には結婚した。ジョニー・デップはアンバーの23歳年上である。
しかし、2人の結婚生活は長く続かず、2016年5月、アンバーにより離婚申請がなされたことが明らかとなった。2016年8月16日、ふたりは示談により約1年半の結婚生活に終止符を打つことで合意したと発表、アンバー側はこれにともない、ジョニー・デップから家庭内暴力を受けたという従来の訴えを取り下げた。和解金は100万ドルと決定した。最近のアンバーは雑誌やビデオメッセージでDV被害者を勇気付けるエッセイを寄稿したりDVの被害者たちを救う活動に取り組んでいる。ジョニーとの離婚の条件には結婚生活についての秘密保持条項があり、彼女の最近の活動がこの条項を破っているとジョニー側は主張し、またアンバー側も離婚後の財産の処理などについて不満を呈している。
2018年、ワシントン・ポストにアンバー・ハードが自身のDV被害経験を寄稿し、ジョニー・デップはこれに反論。2019年にジョニー・デップはアンバー・ハードに対し名誉毀損で訴えこれを受けたアンバー・ハードも名誉毀損を主張し裁判となる。
この裁判ではアンバー自身が証拠として提出した映像等が大半が捏造であることが明らかとなり、2022年6月に判決が降りジョニーが概ね勝訴し、アンバーには1035万ドル（約14億円）、ジョニーには200万ドル（約2.7億円）の賠償金の支払いが命じられた。アンバーはこの評決を不服として再審を求めていたがこれを取り下げ、ジョニーと和解することを明らかにした。
これらのジョニー・デップとの裁判劇を映画化した『Hot Take: The Depp/Heard Trial』が2022年、裁判が終わってから4ヶ月も経たないうちに製作された。ジョニー・デップ役をマーク・ハプカが演じている。

### イーロン・マスクとの交際
2016年7月に総資産150億ドル(約1兆7000億円)を持つ全米でも有名な大物実業家のイーロン・マスクとの交際が噂されたが、その時は離婚が成立していないので否定していたが、2017年4月に再婚を前提とした交際であることを正式に認めた。しかしお互いに多忙であることが原因で同年8月に破局したことが報道された。
破局が伝えられた後も、ジョニー・デップとの裁判による世論の支持の低下から『アクアマン』の続編から降板させられそうになっていたところを、イーロンが制作会社に対して脅迫めいた圧力をかけたことによりアンバーは降板せずに済んだと報道された。

## その他
2010年、バイセクシャルであることを公表している。同性婚を支持する活動を積極的に行っており、「自分がどんな人間かということを恐れている状態では、自分をリスペクトすることはできないわ」と語っている。ジョニー・デップとの交際中も、女性モデルの新恋人ができたことから、デップとは一度別れている。

## フィルモグラフィー

### 映画
| 年   | 邦題 原題                                                                  | 役名                             | 備考                        | 日本語吹き替え     |
| ---- | -------------------------------------------------------------------------- | -------------------------------- | --------------------------- | ------------------ |
| 2005 | セクシー・ボディ・スナッチャーズ Drop Dead Sexy                            | キャンディ                       |                             | （吹き替え版なし） |
| 2005 | スタンドアップ North Country                                               | ジョージー・エイムズ（高校時代） |                             | TBA                |
| 2006 | アルファ・ドッグ 破滅へのカウントダウン Alpha Dog                          | アルマ                           | 日本劇場未公開              | 宇乃音亜季？       |
| 2006 | マンディ・レイン 血まみれ金髪女子高生 All the Boys Love Mandy Lane         | マンディ・レイン                 | 日本劇場未公開              | 浅川悠             |
| 2008 | ネバー・バックダウン Never Back Down                                       | バハ・ミラー                     | 日本劇場未公開              | 豊嶋真千子         |
| 2008 | スモーキング・ハイ Pineapple Express                                       | アンジー・アンダーソン           | 日本劇場未公開              | TBA                |
| 2008 | インフォーマーズ セックスと偽りの日々 The Informers                        | クリスティ                       | 日本劇場未公開              | （吹き替え版なし） |
| 2009 | 幸せがおカネで買えるワケ The Joneses                                       | ジェン・ジョーンズ               | 日本劇場未公開              | 佐古真弓           |
| 2009 | ゾンビランド Zombieland                                                    | 406号室の女性                    |                             | 中司ゆう花         |
| 2009 | ステップファーザー 殺人鬼の棲む家 The Stepfather                           | ケリー・ポーター                 | 日本劇場未公開              | TBA（配信版のみ）  |
| 2010 | イン・ザ・ダークネス And Soon the Darkness                                 | ステファニー                     | 兼共同製作 日本劇場未公開   | （吹き替え版なし） |
| 2010 | ザ・ウォード/監禁病棟 The Ward                                             | クリステン                       |                             | 木下紗華           |
| 2011 | ドライブ・アングリー3D Drive Angry 3D                                      | パイパー                         |                             | 渡辺明乃           |
| 2011 | ラム・ダイアリー The Rum Diary                                             | チェナット                       |                             | 白川万紗子         |
| 2013 | マイ・デンジャラス・ビューティー Syrup                                     | シックス                         | 兼製作総指揮 日本劇場未公開 | 本多真梨子         |
| 2013 | パワー・ゲーム Paranoia                                                    | エマ・ジェニングス               |                             | 佐古真弓           |
| 2013 | マチェーテ・キルズ Machete Kills                                           | ミス・サン・アントニオ           |                             | 小林未沙           |
| 2014 | ラストミッション 3 Days to Kill                                            | ヴィヴィ・ディレイ               |                             | 佐古真弓           |
| 2015 | サスペクツ・ダイアリー すり替えられた記憶 The Adderall Diaries             | ラナ・エドモンド                 | 日本劇場未公開              | 志摩淳             |
| 2015 | ワン・モア・タイム One More Time                                           | ジュード                         | 日本劇場未公開              | （吹き替え版なし） |
| 2015 | マジック・マイクXXL Magic Mike XXL                                         | ゾーイ                           |                             | 木下紗華           |
| 2016 | リリーのすべて The Danish Girl                                             | ウラ                             |                             | 白川万紗子         |
| 2017 | 理想の結婚生活 I Do... Until I Don't                                       | ファニー                         | 日本劇場未公開              | TBA                |
| 2017 | ジャスティス・リーグ Justice League                                        | メラ                             |                             | 田中理恵           |
| 2018 | ハースメル Her Smell                                                       | ゼルダ・E・ゼキエル              |                             | （吹き替え版なし） |
| 2018 | ロンドン・フィールズ London Fields                                         | ニコラ・シックス                 | 日本劇場未公開              | （吹き替え版なし） |
| 2018 | アクアマン Aquaman                                                         | メラ                             |                             | 田中理恵           |
| 2019 | ガリー Gully                                                               | ジョイス                         | 日本劇場未公開              | 木村香央里         |
| 2021 | ジャスティス・リーグ:ザック・スナイダーカット Zack Snyder's Justice League | メラ                             |                             | 田中理恵           |
| 2023 | In the Fire                                                                | グレース・ヴィクトリア・バーナム | 兼製作総指揮                |                    |
| 2023 | アクアマン/失われた王国 Aquaman and the Lost Kingdom                       | メラ                             |                             | 田中理恵           |

### テレビシリーズ
| 年        | 邦題/原題                                         | 役名               | 備考                                             | 日本語吹き替え     |
| --------- | ------------------------------------------------- | ------------------ | ------------------------------------------------ | ------------------ |
| 2005      | The O.C.                                          | 売り子             | 第2シーズン第15話「ファンタスティック・フォー」  | TBA                |
| 2006      | クリミナル・マインド FBI行動分析課 Criminal Minds | ライラ・アーチャー | 第1シーズン第18話「恋におちた捜査官」            | 小島幸子           |
| 2007      | カリフォルニケーション Californication            | アンバー           | 第1シーズン第8話「過去からの手紙」               | TBA                |
| 2011      | トップ・ギア Top Gear                             | 本人               | 計1話出演                                        | （吹き替え版なし） |
| 2015      | オーバーホール 改造車の世界 Overhaulin            | 本人               | 第9シーズン第1話「マスタングとジョニー・デップ」 |                    |
| 2020-2021 | ザ・スタンド The Stand                            | ナディーン・クロス | 計7話出演                                        | 佐古真弓           |